# Armando Machado
Armando Augusto Machado (Província do Huambo, 2 de janeiro de 1940) é um empresário, dirigente desportivo e político angolano. Atualmente, é o Presidente honorário da Federação Angolana de Futebol.

## Biografia
Armando Machado nasceu na Província do Huambo em 2 de janeiro de 1940, sendo divorciado de  Elizabeth Isidoro, sócia fundadora do Grupo Cosal, com quem teve três filhas, Andrea Machado, Ivana Machado e Ilya Machado.  Ao longo do tempo, desempenhou diversas funções, destacando-se como Sócio-Gerente da Arvime, Sócio-Gerente da Cosal, Diretor do Ministério dos Petróleos, Diretor Regional da Sonangol,Diretor do Ministério do Comércio Interno de Angola e presidente da Federação Angolana de Futebol. Chegando a integrar o poder legislativo, foi eleito deputado à Assembleia Nacional de Angola na I Legislatura.